# 库德雷穆克
库德雷穆克（Kudremukh），是印度卡纳塔克邦Chikmagalur县的一个城镇。总人口8095（2001年）。

## 人口
该地2001年总人口8095人，其中男性4349人，女性3746人；0—6岁人口880人，其中男458人，女422人；识字率80.31%，其中男性为83.26%，女性为76.88%。